# 小向杏奈
小向 杏奈 (こむかい あんな、1983年2月25日 - )は日本のAV女優。
プライムエージェンシー所属。
AV女優の中でも、とりわけ『企画単体の女王』『キカタン女王』として取り上げられる事が多い。

## 略歴
2006年にAVデビュー。
『バスト100センチの巨乳』をメインに幅広いジャンルの作品に多数出演している。

## 作品

### 「小向杏奈」名義
2006年
- 巨乳悦楽【58】（5月17日、フラワーワークス）
- 仮面グラマラス（グローリークエスト）
- ボクの新妻は巨乳で裸エプロンでメガネっ娘。#17（6月21日、ゴーゴーズ）
- スケパイ (レックオーバー)
- SHYLY（プレステージ）
- 中出しFUCKデジ消し（7月10日、隼エージェンシー）
- 乳揉みフェチ。（7月13日、マルクス兄弟）
- 巨乳濡れマン妻【1】（7月13日、大蔵映像）
- SUPERエリートボディ（7月20日、イマージュ）
- 女教師だってガマンできない 12（7月31日、ステージメディア）オムニバス作品
- Boin Boin　17（7月31日、ステージメディア）オムニバス作品
- スーパーGスポットSP　VOL．26（クリスタル映像）オムニバス作品
- 発情OL　オフィスで…　18（クリスタル映像）オムニバス作品
- 透けフェチBODY （8月1日、ワンズファクトリー）
- ULTRA BIG　TITS Icup 100cm（8月2日、プレステージ）共演:林マリア
- ULTRA BIG　TITS Icup 103cm（8月2日、プレステージ）林マリアの主演にゲスト出演
- 巨乳若妻痙攣交尾No．1（8月5日、ボスキャット）
- Boin Boin DX11（8月11日、ステージメディア）オムニバス作品
- 黒タイツ女教師（8月11日、TMA）他出演:金城アンナ、日向ありさ、青木あさみ
- 美脚×ローライズ短パン×露出デート（8月13日、マルクス兄弟）
- 女教師だってガマンできないDX9
- 新婚妻は裸にエプロン 12（クリスタル映像）オムニバス作品
- 巨乳痴女（9月5日、ステージメディア）他出演:速水怜、香川麻美、宮田理沙、柴田伶華
- 爆乳遊戯（9月5日、ステージメディア）他出演:木村あゆみ、桃井りか、渡部准、椎名みつき、山下真耶、葉山くみこ、沢村ありす
- おっぱい地獄（9月8日、アイビーワークス）
- 人妻暴行 （9月22日、ビッグモーカル）他出演:朝倉まりあ、白石りょう
- 巨乳キャバクラ嬢（9月8日、TMA）他出演:小春、小泉ありさ
- スケ☆パイDX（9月10日、冒険ゴリラ（レックオーバー））オムニバス作品
- お姉さんのランジェリ〜　18（9月30日、ステージメディア）オムニバス作品
- 痴女の唇と挑発淫語と接吻（10月1日、ワンズファクトリー）
- フェラコレ2006秋（10月10日、隼エージェンシー）他多数出演
- バイブの虜22（10月13日、プールクラブ）他出演:大島あさみ、陽多まり、小峰由衣、若葉ひな、田中美久、畑野ゆずき、今井みすず、水咲しずか、村上りょう、黒沢里菜
- スーパーGスポットSPXXX　14（10月20日、クリスタル映像）他出演:菊原まどか、上原美穂、葵えみり、藤咲ひかる、朝比奈ハル、藤森かおり、村田紀子、速水怜
- 真説・乳姫【1】（10月20日、U&K）
- Boin×3 フェチあんぐる・2（10月27日、笠倉出版社）オムニバス作品
- 艶熟 中出し（11月1日、グローリークエスト）
- デジタルコカン（11月13日、マルクス兄弟）
- 隣の奥さん　中出し20連発（11月16日、アイエナジー）
- 雌女anthology ＃041 「女の口は嘘をつく。」（12月1日、アウダースジャパン）
- ザーメン中出し凌辱セールスレディー（12月1日、ワンズファクトリー）
- 中出し淫乱ワイフ（12月13日、大蔵映像）
- 小向杏奈を拘束電マ 痙攣潮吹き 連続アクメ 中出し HARD CORE MANIAX（12月13日、カルマ）
- 私の本気オナニー宣言! 1（12月19日、BRAVO）
- 酒池肉林　ULTRA BIG TITS SP!!（12月23日、プレステージ）

2007年
- NO.1美女軍団 女教師 中出し20連発 スペシャル（2月8日、アイエナジー）共演:松本亜璃沙、風間ゆみ、翔田千里、麻生岬
- 巨乳めがねメイド 中出し宅配便 登録No.2（2月16日、オープンモール）
- 教え子の母（2月19日、MARIA）
- 女教師 中出し20連発（2月22日、アイエナジー）
- 集まれ!巨乳っ娘（2月25日、TMクリエイト）他出演:葉月レオン、後藤まどか、薫まい 他
- 熟乳 おっぱいヌルヌル浪漫（3月7日、桃太郎映像出版）共演:葉月志保、樹林れもん
- 鬼達磨（3月8日、アイエナジー）
- 友人の母（3月16日、Nadeshiko）
- 黒人 Iカップ巨乳潜入捜査クロロフォルムレイプ 中出し20連発（4月19日、アイエナジー）
- メガネおっぱい×オフィスレディ（4月27日、笠倉出版社）他出演:小澤新音、根本わか、亜佐倉みんと、渡部准
- 集まれ！巨乳っ娘 2（6月25日、TMクリエイト）他出演:小泉ありさ 他
- どすけべ熟女ほろ酔い大乱交（7月7日、マドンナ）他出演:酒井ちあき、梶原まゆ、姫川麗
- 巨乳ペニバンクィーンズ（12月1日、AVS）他出演:小泉ありさ
- 爆乳教師パイズリ&FUCKスペシャル 3 （12月7日、ステージメディア）他出演:菊川怜子 他

2008年
- 巨乳人妻淫乱陵辱 （1月11日、ソルト・ペッパー）他出演:風間ゆみ、小泉ありさ
- 集まれ!巨乳っ娘 3 （1月25日、TMクリエイト）オムニバス作品
- お隣のキレイで淫らな若奥様 2 （2月25日、TMクリエイト）他出演:相澤さゆり、後藤まどか、新里ゆきの、川上樹里、姫山ありさ、優希あさみ
- 巨乳モミモミ天国（3月13日、マルクス兄弟）他出演:風間ゆみ、みずしまちはる
- マリア厳選熟女スペシャル（3月19日、MARIA）他出演:西村雪代
- THE メイド980 巨乳中出しご奉仕（3月21日、エクストリージョン）他出演:七瀬リカ
- 発情OL 8時間100連発!!（3月28日、クリスタル映像）他出演:加藤ツバキ、真中かおり
- 爆乳遊戯 4時間15人デラックス（4月1日、メディアバンク）他14名出演
- 潮吹き巨乳 10連発（4月25日、クリスタル映像）他出演:北沢みなみ、葉月志保、近藤優希、猫澤百華、大越はるか、杉浦まな、香取衣菜、霧島さつき
- （初）デカパイ素人娘 3（4月25日、TMクリエイト）他出演:葉月志保 他
- おっぱい100センチ以上限定 4時間スペシャル（5月1日、ワンズファクトリー）他出演:蜜井とわ、南沙也香
- BURST パイズリ Super Best 4時間（5月16日、グレイズ）他多数出演
- 人妻暴行4時間BEST 2（7月1日、ビッグモーカル）他多数出演
- S-BODY Factory 2枚組8時間（7月25日、グレイズ）他出演:鮎川なお
- 僕の巨乳ママ 小向杏奈（7月27日、NEXT GROUP）…他出演:水池ひとみ
- ピタ透け巨乳マニアックス（9月1日、ワンズファクトリー）他出演:小坂めぐる、麻生岬
- 極選4時間 巨乳女狩り2（9月12日、クリスタル映像）他出演:萩原めぐ、佐々木美羽
- 極選4時間 裸にエプロン（9月26日、クリスタル映像）他出演:水森あおい、黒澤あきな
- 私の本気オナニー宣言! 1（10月17日、U&K）
- 挑発痴女のベロちゅうと淫語 4時間（11月1日、ワンズファクトリー）他出演:寧々、明佐奈、 紅音ほたる

2009年
- 友人の母 総集編（1月30日、フラットコーポレーション）他出演:椿かをる、麻生京子
- 特選3P 30連発!!（1月30日、クリスタル映像）他出演:姫宮ラム、綾城結花
- 巨乳メイド中出し4時間めがねフェチDX（3月13日、A館）他出演:夢美ここ
- 巨乳Eカップover限定!BOIN狩り 4時間（3月27日、グレイズ）他出演:薫まい、桃井りか
- 拘束爆乳 激モミ乳嬲り4時間（4月1日、ワンズファクトリー）他出演:川村智花、小川音子、妃乃ひかり
- スレンダー美脚のギリギリ露出12人（4月13日、クリスタル映像）他11名出演
- お隣のキレイで淫らな若奥様 デラックス2 5時間（4月17日、TMクリエイト）他出演:島田香奈、姫山ありさ
- SUPER エリートボディー（4月20日、NEXT GROUP）
- Fカップ OVER 美巨乳のヌルヌルローションプレイ4時間（5月1日、ワンズファクトリー）他出演:浅田ちち、麻生岬、風間ゆみ
- TMA女子社員Bible 2枚組8時間（5月1日、TMA○○Bible）他多数出演
- ザーメン中出し凌辱 the BEST（6月1日、ワンズファクトリー）他多数出演
- 激揺れ巨乳FUCK50人4時間スペシャル（6月1日、ワンズファクトリー）他49名出演
- TMA 巨乳 HISTORY 10years 80人8時間（8月21日、HISTORY（TMA））他79名出演
- 凛としたスーツ姿の女たちの淫らな下半身 4時間30人（9月1日、ワンズファクトリー）他29名出演
- 吉原遊女絵巻 遊郭に乱舞する女の肉体（9月20日、STAR PARADISE）他出演:友田真希、北原麗子、柊朱美
- 好色芸者三姉妹（11月20日、NEXT GROUP）他出演:柊朱美
- 働くOL 14人 4時間（12月18日、メディアバンク）他13名出演

2010年
- 爆乳素人20人実録淫乱白書8時間DX 【DISC.1】（1月22日、エクストリージョン）他19名出演
- 爆乳素人20人実録淫乱白書8時間DX 【DISC.2】（1月22日、エクストリージョン）他19名出演

### 「桜井麻美」名義
2009年
- 綺麗なおっぱいにむしゃぶりつこう!!（12月24日、Yellow Duck）

## 出演

### テレビドラマ
- 特命係長 只野仁（3rdシーズン）第25話（2007年2月2日、テレビ朝日）

### テレビ他
- 朝までたけし的ショー（2007年1月2日、テレビ朝日）